# Hospital Clínico FUSAT
El Hospital Clínico FUSAT es un hospital privado chileno, ubicado en la ciudad de Rancagua. 
Fue inaugurado el 2 de octubre de 1985 por la Fundación de Salud El Teniente (FUSAT), Institución de Salud Previsional (Isapre) de los trabajadores de Codelco División El Teniente. En 1994 se abrió el servicio al público en general, y en 1996 se creó el centro médico Intersalud. En octubre de 2005, la Isapre FUSAT y el Hospital Clínico se separaron.